# Jessie Daams

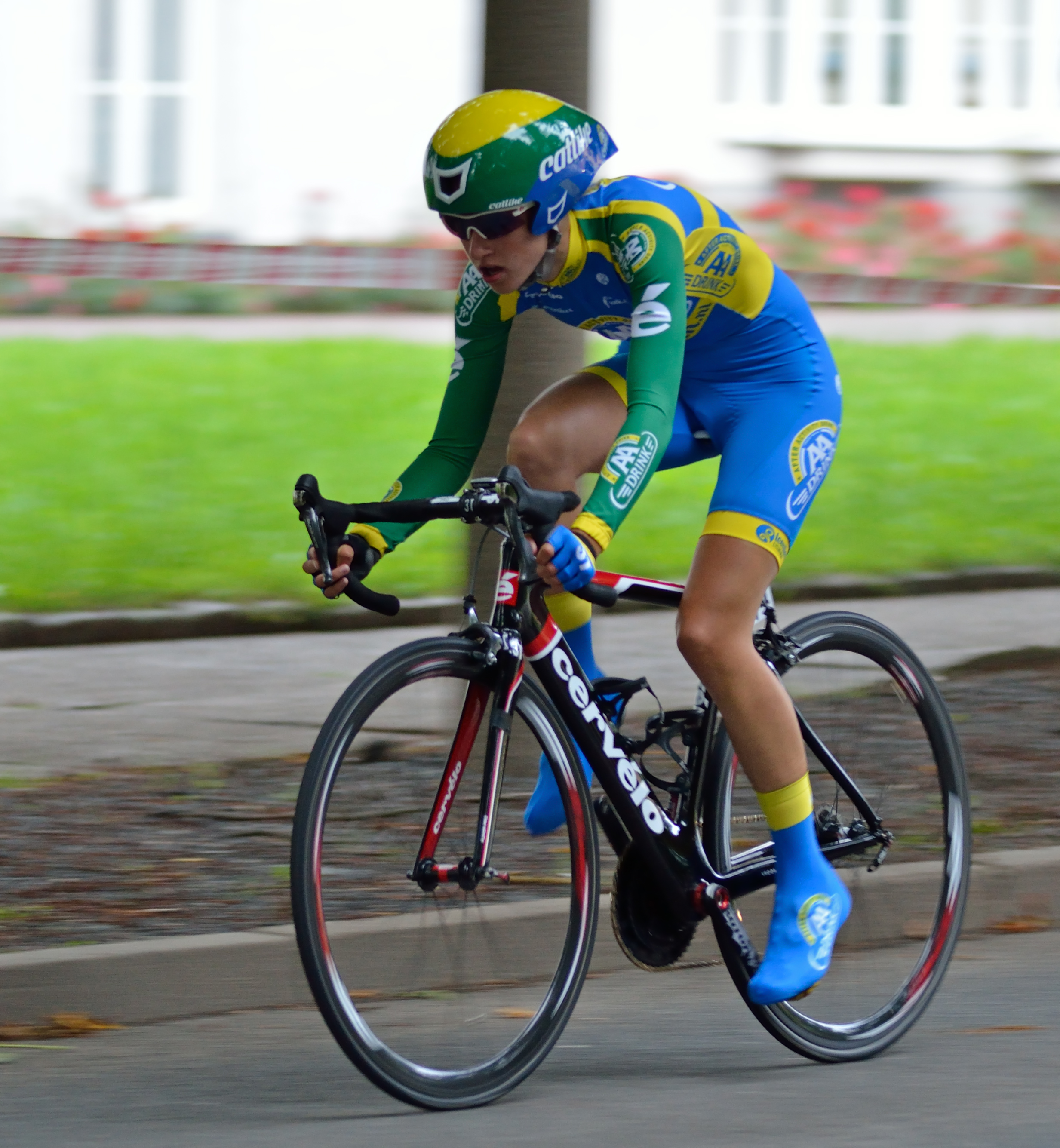
Jessie Daams lors du Tour de Thuringe 2012

Jessie Daams, née le 28 mai 1990 à Neerpelt, est une coureuse cycliste belge. Elle est championne d'Europe espoirs de poursuite par équipes en 2010 avec Jolien D'Hoore et Kelly Druyts. Elle a également remporté avec ces dernières le championnat de Belgique de cette discipline en 2009.

## Biographie

### Débuts
Jessie est la fille du coureur professionnel belge Hans Daams.
En 2005, elle obtient la médaille d'argent au championnat de Belgique sur route cadettes à Vezin. L'année suivante, elle réédite sa performance à Erpe-Mere. Elle est également médaillée de bronze sur le contre-la-montre national. En 2007, elle se classe troisième du championnat de Belgique sur route juniors à Beveren. 
En 2008, elle participe aux championnats du monde sur piste juniors au Cap. Dans la poursuite poursuite par équipes, avec Jolien D'Hoore et Evelyn Arys, elle gagne la médaille de bronze. Elle court avec la même équipe aux championnats du monde sur piste élite à Manchester, puis à ceux d'Europe à Pruszków où elle obtient la médaille de bronze. Sur route, elle participe le 4 juillet aux championnats d'Europe qui se déroule à Stresa. Elle est seulement battue au sprint par Valentina Scandolara et Valeriya Kononenko et est donc troisième. En Belgique, elle est deuxième du championnat national du contre-la-montre à Mouscron.
L'année suivante, aux championnats du monde sur piste à Pruszków, elle fait équipe avec Jolien D'Hoore et Kelly Druyts en poursuite par équipes. Elles terminent neuvième. Aux championnats d'Europe juniors à Minsk, elles s'adjugent la médaille d'argent. En Belgique, elles gagnent le titre national de la discipline. En 2010, aux championnats du monde de Copenhague, elles finissent neuvième. Enfin, aux championnats d'Europe de Saint-Petersbourg elles sont titrées.
En catégorie élite, en 2011, elle finit dixième de la poursuite par équipes aux championnats du monde avec Jolien D'Hoore et Els Belmans. La même année, elle se classe troisième de la Boels Rental Hills Classic dont le final monte le Cauberg. Elle est également cinquième du championnat de Belgique du contre-la-montre.

### 2012
En juin 2012, elle se classe troisième du championnat de Belgique sur route à Geel. Un mois plus tard, elle remporte la sixième et dernière étape du Tour de Thuringe à Zeulenroda. Elle était déjà troisième la veille à Schmölln. Elle est dixième du classement général à près de trois minutes du vainqueur Judith Arndt. Aux championnats du monde sur route, elle prend part aux contre-la-montre par équipes avec ses coéquipières de l'équipe AA Drink : Chantal Blaak, Lucinda Brand, Sharon Laws, Emma Pooley et Kirsten Wild. Elles réalisent le troisième temps. Lors de la course en ligne, elle finit dix-septième à plus de quatre minutes de Marianne Vos.

### 2013
En 2013, elle est dixième de la Flèche wallonne et quatrième du championnat de Belgique sur route. Elle est récompensée du Trophée Flandrien en fin d'année.

### 2014
En 2014, elle est cinquième du contre-la-montre par équipes du championnat du monde avec son équipe Boels Dolmans. Elle est sixième du championnat de Belgique du contre-la-montre. 

### 2015
En 2015, elle est cinquième du championnat de Belgique du contre-la-montre. Sur la Route de France, elle suit le groupe de douze leaders dans la deuxième étape ce qui leur permet d'occuper alors la huitième place du classement général. Au classement général final, la Belge est dixième.

### 2016
En 2016, elle réalise un début de saison correct en terminant douzième du Tour des Flandres, puis cinquième de la Emakumeen Saria,. Début mai, une thrombose dans une jambe lui est diagnostiquée. Cela met fin à ses rêves olympiques et à sa saison.

## Palmarès sur piste

### Championnats du monde
- Le Cap 2008 (juniors)
  -  Médaillée de bronze de la poursuite par équipes juniors
- Pruszkow 2009
  - 9e de la poursuite par équipes
- Copenhague 2010
  - 9e de la poursuite par équipes
- Apeldoorn 2011
  - 10e de la poursuite par équipes

### Championnats d'Europe
- Pruszkow 2008
  -  Médaillé d'argent de la poursuite par équipes juniors (avec Jolien D'Hoore et Evelyn Arys)
- Minsk 2009
  -  Médaillé d'argent de la poursuite par équipes espoirs (avec Jolien D'Hoore et Kelly Druyts)
- Saint-Pétersbourg 2010
  -  Médaillé d'or de la poursuite par équipes espoirs (avec Jolien D'Hoore et Kelly Druyts)

### Championnats nationaux
- Championne de Belgique de poursuite par équipes avec Jolien D'Hoore et Kelly Druyts en 2009

## Palmarès sur route
- 2007
  - Championne du Limbourg du contre-la-montre
  - 3e du championnat de Belgique sur route juniors
- 2008
  -  Médaillé de bronze du championnat d'Europe sur route juniors
  - 2e du championnat de Belgique du contre-la-montre juniors
- 2010
  - Championne du Limbourg du contre-la-montre
- 2011
  - 3e de la Valkenburg Hills Classic
- 2012
  - 6e étape du Tour de Thuringe
  -  Médaillée de bronze au championnat du monde du contre-la-montre par équipes
  - 3e du championnat de Belgique sur route
- 2013
  - 10e de la Flèche wallonne (Cdm)

### Classements mondiaux
| Année                                 | 2009 | 2010 | 2011 | 2012 | 2013 | 2014 | 2015 | 2016 |
| ------------------------------------- | ---- | ---- | ---- | ---- | ---- | ---- | ---- | ---- |
| Classement UCI                        | 275e | nc   | 276e | 86e  | 79e  | 86e  | 165e | 209e |
| UCI World Tour                        |      |      |      |      |      |      |      | 111e |
|                                       |      |      |      |      |      |      |      |      |
| Légende : nc = non classéSource : UCI |      |      |      |      |      |      |      |      |

## Distinctions
- Trophée Flandrien : 2013